# كفر حور
كفر حور هي قرية سورية تقع على بعد 35 كيلومتر (22 ميل) جنوب غرب دمشق. بحسب المكتب المركزي للإحصاء السوري، بلغ عدد سكان القرية 2957 نسمة في تعداد عام 2004. وهي بلدة سورية تابعة لمنطقة قطنا في محافظة ريف دمشق، سوريا. تقع عند سفوح جبل حرمون (جبل الشيخ). تقع شمال شرق ناحية مزرعة بيت جن وترتفع عن سطح البحر 1060 م، توجد بالقرب منها بعض الآثار القديمة، بالإضافة إلى خربة أثرية؛ تحيط بها القرى والبلدات التالية: بيت تيما - عين الشعرة - حينة - بيت سابر.

## التاريخ
بُنيت القرية على جانب تل بالقرب من جبل الشيخ، شمال مدينة حينة الحديثة، والتي كانت مستوطنة قديمة ذكرها بطليموس باسم إينا. وتقع مقابل قرية تدعى بيت تيما عبر وادي يتدفق من خلاله نهر آرني.

### معبد كرسي الدب
ويوجد في المنطقة معبد روماني يسمى كرسي الدب وهو أحد مجموعة معابد جبل الشيخ. اقترح فيليسيان دي سولسي أن المعبد تم بناؤه في الأصل بالكامل من الرخام الأبيض. وعثر على كتلة رخامية تحمل تكريسًا لإلهة تدعى هييرابوليس (المعروفة أيضًا باسم أتارجاتيس وليوكوثيا).

### التاريخ الحديث
في عام 1838، أشار إلي سميث إلى كفر حور باعتبارها قرية جميع سكانها من السنة  مسلمة سنية
عند اندلاع الثورة السورية في سنة 2011 شارك ابناء البلدة في حراكهم ضد نظام بشار الاسد المجرم وتعرضت البلدة للقصف عن طريق المدفعية والقذائف والطيران التابع للجيش العربي السوري وقتل عدد من المدنيين بسبب القصف او الاعتقال القسري 
وبقيت فترة 5 سنوات تحت سيطرة قوات المعارضة السورية الجيش الحر 
.

## فهرس
- Robinson، E.؛ Smith، E. (1841). Biblical Researches in Palestine, Mount Sinai and Arabia Petraea: A Journal of Travels in the year 1838. Boston: Crocker & Brewster. ج. 3.

## روابط خارجية
- صورة كفر حور على موقع panoramio.com
- كفر حور على موقع geographic.org
- كفر حور على موقع gomapper.com
- كـفـر-حـور على wikimapia.org